# Armando Álvarez Álvarez
Armando Álvarez (Colmar, 18 de juliol de 1970) és un exfutbolista hispanofrancés, que ocupava la posició de defensa.

## Trajectòria
Es va formar a les categories inferiors del Reial Oviedo. La temporada 91/92 debutaria amb el primer equip, per a convertir-se a l'any següent en un fix de les alineacions asturians. L'estiu de 1996 fitxa pel Deportivo de La Corunya, on també va ostentar la titularitat, encara que en els següents anys la seua aportació va davallar una mica.
No va tenir tanta continuïtat al RCD Mallorca, on va romandre entre el 1999 i el 2001. A l'illa va ser suplent i tan sols jugà 31 partits entre les dues campanyes. La temporada 01/02 va baixar a Segona per militar a l'Atlètic de Madrid. Al conjunt matalasser va retrobar-se amb l'onze inicial, i va ser peça clau del retorn dels madrilenys a la màxima categoria. De nou a Primera, però, Armando deixà de comptar i tan sols disputa 13 minuts abans de retirar-se el 2003.
En total, Armando Álvarez suma 278 partits i 9 gols a la primera divisió.
No obstant això, va començar temporada 2002/03 marcat per una lesió al genoll esquerre i, finalment, es va quedar pràcticament inèdit, jugant només 13 minuts en un partit de lliga.
Després de finalitzar el seu contracte amb l'Atlètic, el 30 de juny de 2003 i tot i tenir una oferta del Rayo Vallecano, Armando va penjar les botes amb 33 anys.

## Internacional
Va ser internacional en dues ocasions amb la selecció d'Espanya. Javier Clemente el va fer debutar el 18 de desembre de 1996 en un partit de classificació per al Mundial de 1998 davant Malta a La Valleta. Armando va saltar al terreny de joc en comptes de Belsué per disputar els darrers vint minuts. El seu segon i últim partit internacional va ser el 12 de febrer de 1997, també contra Malta.
Anteriorment, havia estat internacional amb la selecció sub-21 d'Espanya. Va formar part de la preselecció olímpica per als Jocs Olímpics de Barcelona 1992 -on Espanya va obtenir la medalla d'or- encara que finalment va ser descartat per Vicente Miera.